# Галіча (комуна)
Галіча (рум. Galicea) — комуна у повіті Вилча в Румунії. До складу комуни входять такі села (дані про населення за 2002 рік):
- Братія-дін-Вале (472 особи)
- Братія-дін-Дял (404 особи)
- Валя-Риулуй (474 особи)
- Галіча (960 осіб) — адміністративний центр комуни
- Дялу-Маре (115 осіб)
- Кокору (563 особи)
- Кременарі (461 особа)
- Островень (259 осіб)
- Тею (418 осіб)

Комуна розташована на відстані 153 км на захід від Бухареста, 21 км на південь від Римніку-Вилчі, 76 км на північний схід від Крайови, 132 км на південний захід від Брашова.

## Населення
За даними перепису населення 2002 року в комуні проживали 4126 осіб.
Національний склад населення комуни:
| Національність | Кількість осіб | Відсоток |
| -------------- | -------------- | -------- |
| румуни         | 4125           | > 99,9 % |
| угорці         | 1              | < 0,1 %  |

Рідною мовою назвали:
| Мова      | Кількість осіб | Відсоток |
| --------- | -------------- | -------- |
| румунська | 4125           | > 99,9 % |
| угорська  | 1              | < 0,1 %  |

Склад населення комуни за віросповіданням:
| Релігія       | Кількість осіб | Відсоток |
| ------------- | -------------- | -------- |
| православні   | 4114           | 99,7 %   |
| адвентисти    | 9              | 0,2 %    |
| римо-католики | 2              | < 0,1 %  |
| лютерани      | 1              | < 0,1 %  |